# Pachycondyla astuta
Pachycondyla astuta är en myrart som beskrevs av Smith 1858. Pachycondyla astuta ingår i släktet Pachycondyla och familjen myror.

## Underarter
Arten delas in i följande underarter:
- P. a. astuta
- P. a. obscura

## Bildgalleri

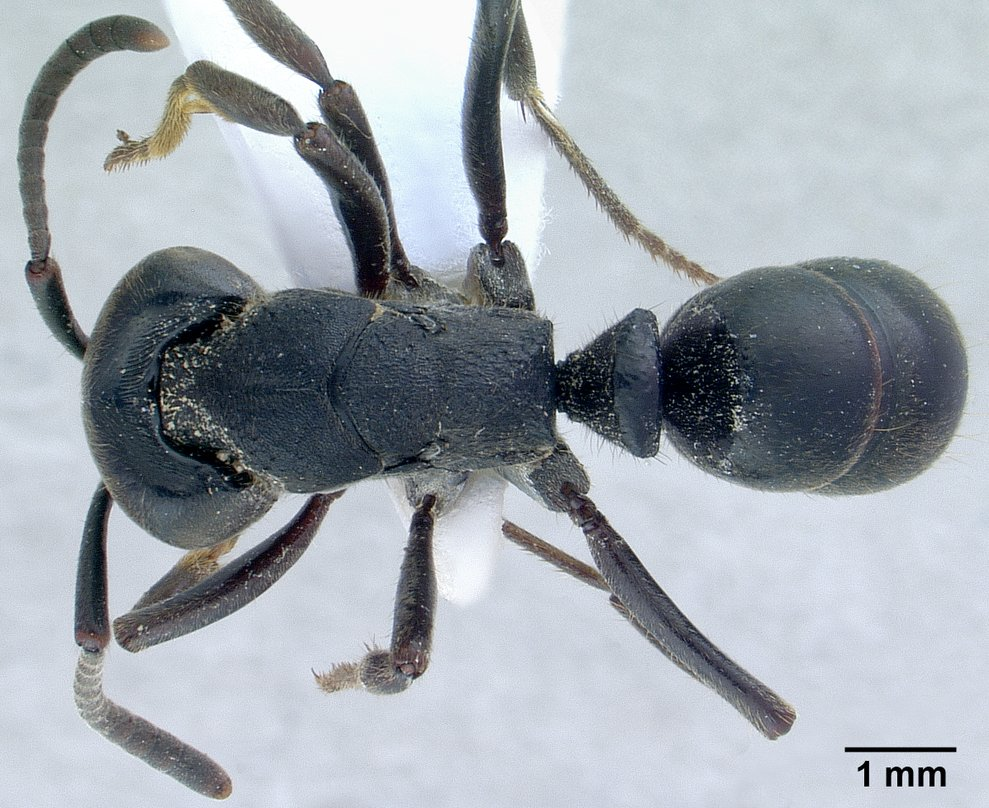
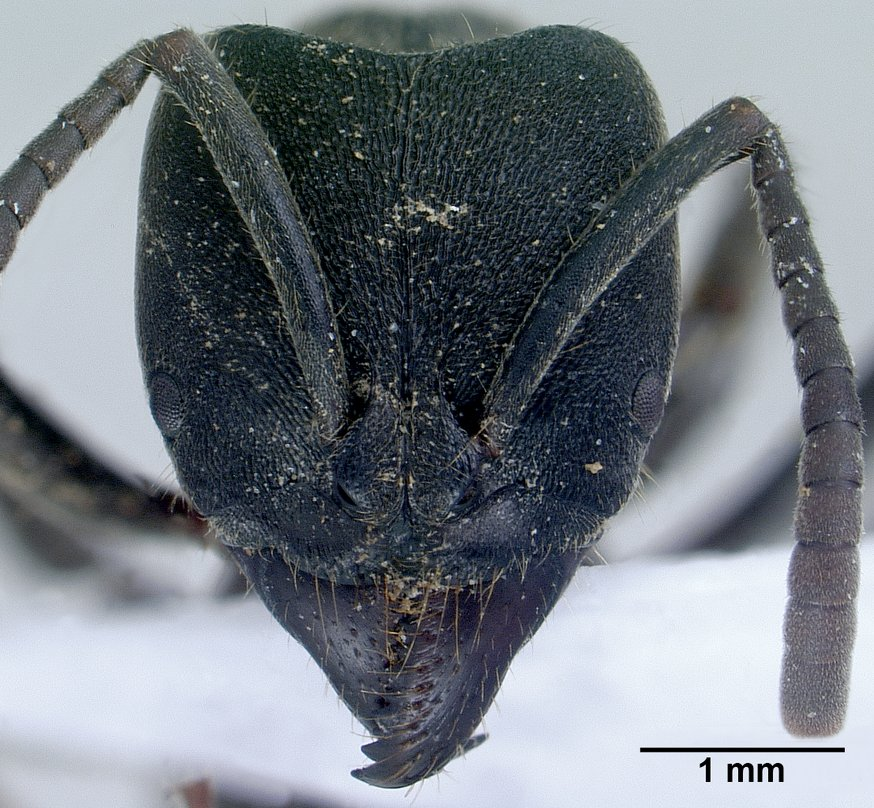
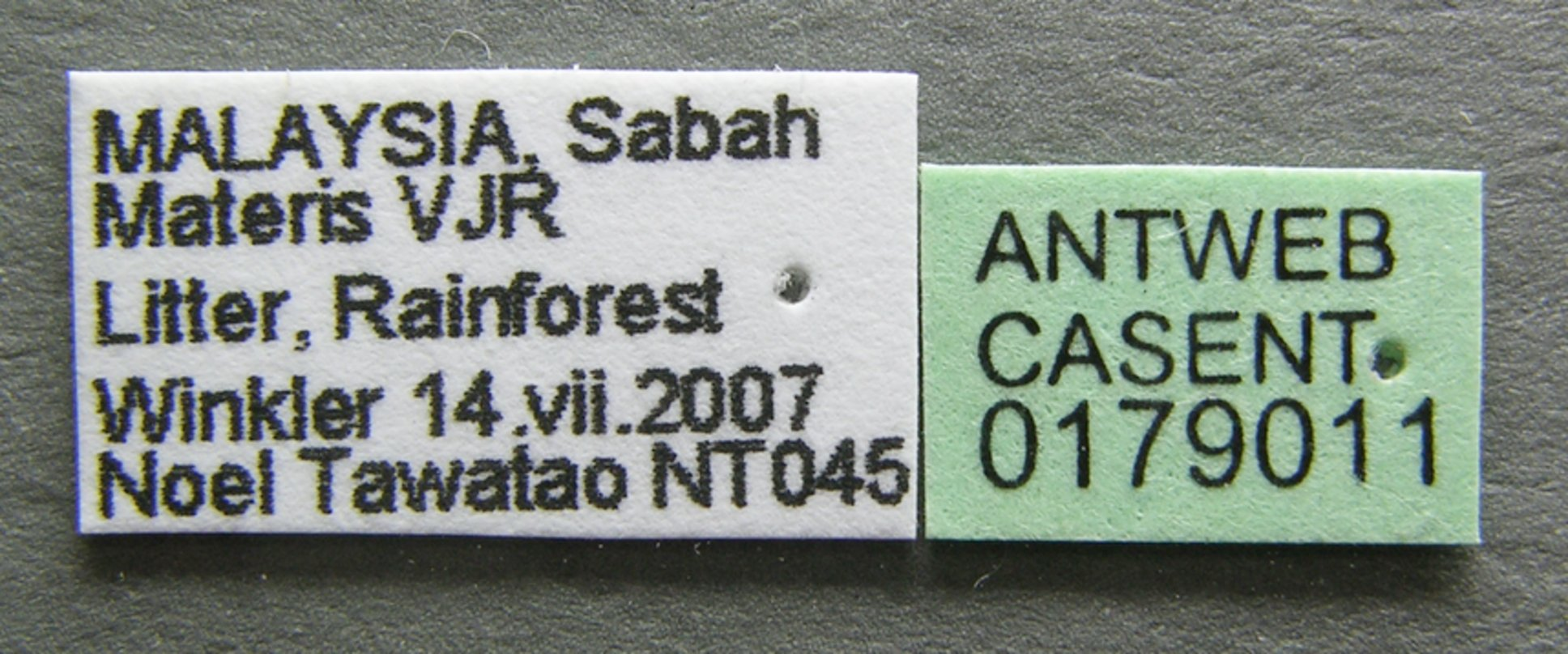
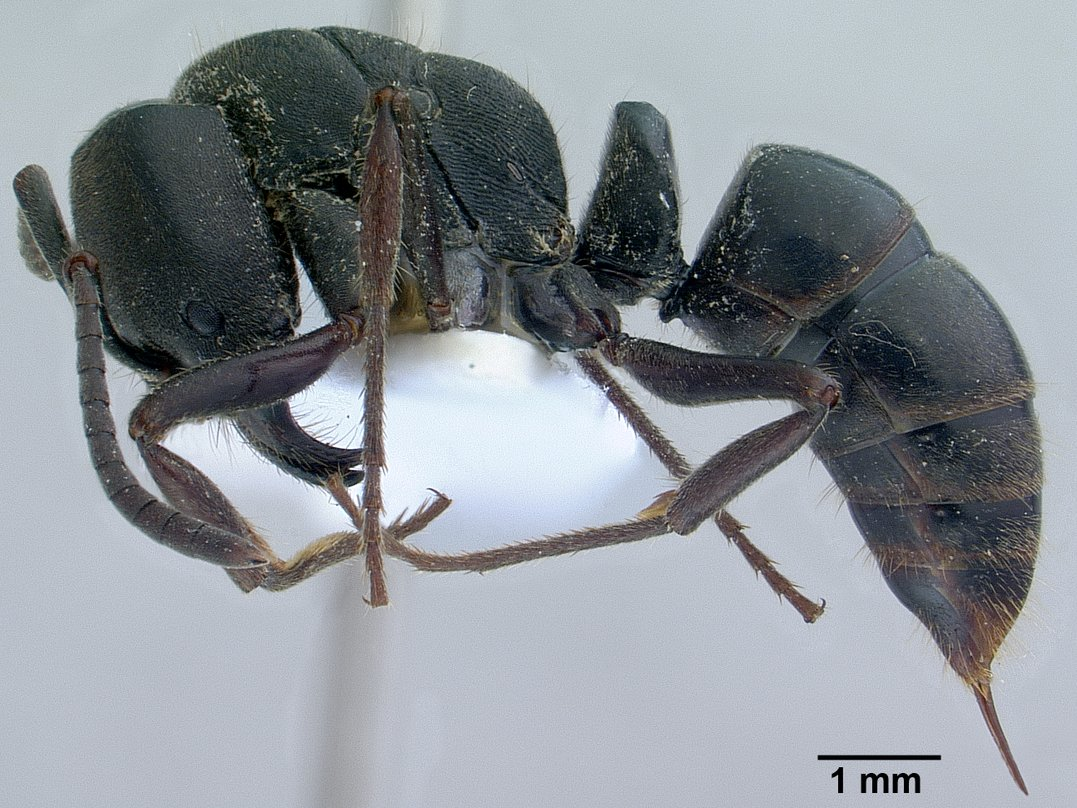